# Caurel (Côtes-d'Armor)

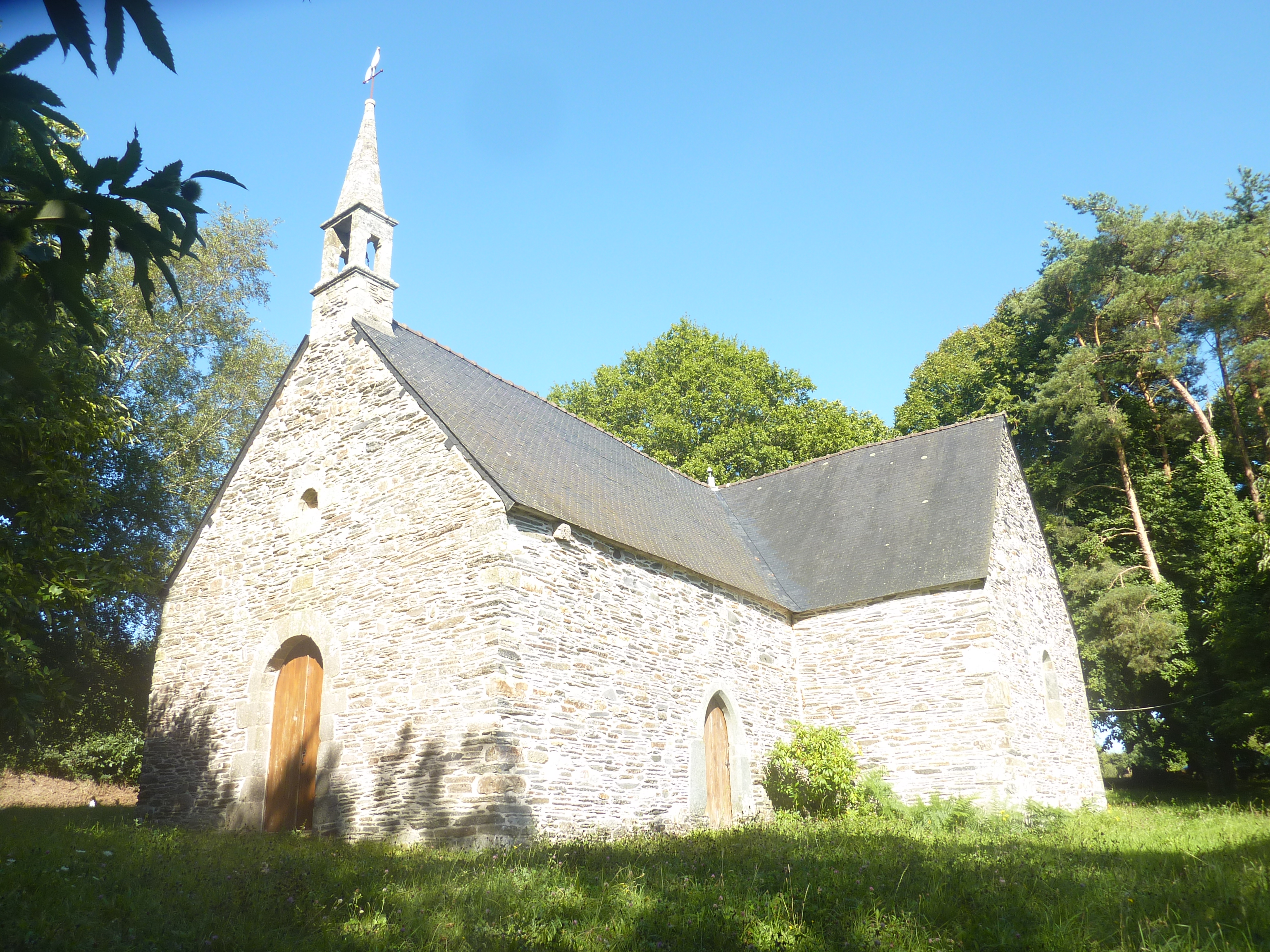
Kapel

Caurel is een gemeente in het Franse departement Côtes-d'Armor (regio Bretagne) en telt 384 inwoners (2005). De plaats maakt deel uit van het arrondissement Guingamp.

## Geografie
De oppervlakte van Caurel bedraagt 11,6 km², de bevolkingsdichtheid is 33,1 inwoners per km².
De onderstaande kaart toont de ligging van Caurel (Côtes-d'Armor) met de belangrijkste infrastructuur en aangrenzende gemeenten.

## Demografie
Onderstaande figuur toont het verloop van het inwonertal (bron: INSEE-tellingen).